# Route des Cidres
La route des Cidres est une route touristique située dans la région de la Montérégie au Québec.
Une route où l’on peut découvrir à travers des activités les différents types de cidres possibles, que ce soit les cidres plats, pétillants, mousseux, de glace, apéritifs, mistelles ou les alcools de pomme. Cette route se parcourt en 14 cidreries et vergers, de Rockburn à Mont-Saint-Hilaire, une route qui se fait autant au printemps qu’en automne.

## Trajet
Le trajet débute à Rockburn (Hinchinbrooke) et traverse les villes de Franklin, Hemmingford, Mont-Saint-Grégoire, Rougemont, et se termine dans la ville de Mont-Saint-Hilaire.